# Anton Ortmann
Anton Ortmann ( * 1801 - 1861 ) fue un botánico, y farmacéutico alemán.

## Algunas publicaciones

### Libros
- 1833. Flore de Carlsbad. 40 pp.
- 1838. Die Flora Karlsbads und seiner Umgegend (La flora de Karlovy Vary y sus alrededores). Ed. Scheible. 88 pp.

## Honores

### Epónimos
- (Orchidaceae) Ortmannia Opiz[1]

- La abreviatura «Ortmann» se emplea para indicar a Anton Ortmann como autoridad en la descripción y clasificación científica de los vegetales.[2]